# Jaskinia Pajęcza (Beskid Śląski)
Jaskinia Pajęcza – jaskinia w Paśmie Wiślańskim w Beskidzie Śląskim, niedostępna (wejście zawalone). Łączna długość korytarzy wynosiła 61 m, deniwelacja: niewielka (kilka metrów).

## Położenie
Jaskinia znajduje się w północno-zachodnich zboczach kopuły szczytowej Skrzycznego, powyżej Hali Jaworzyna, na terenie miasta Szczyrk. Jej otwór wejściowy znajdował się na wysokości ok. 1075 m n.p.m., pod charakterystycznym głazem. Obecnie głazu nie ma – został zniszczony podczas budowy biegnącej tuż obok szerokiej drogi leśnej, a wejście do samej jaskini zasypane i trudne dziś do odnalezienia.

## Geologia, morfologia
Jaskinia Pajęcza powstała w piaskowcach warstw godulskich dolnych. Jest jaskinią typu szczelinowego, pochodzenia osuwiskowego. Powstała częściowo w rowie rozpadlinowym, częściowo w młodym rumowisku, które niedawno dodatkowo przemodelowała budowa wspomnianej wyżej drogi.
Jaskinię tworzy kilka niewielkich salek, połączonych krętymi korytarzykami i ciasnymi (miejscami dwupoziomowymi) szczelinami. Dno u wejścia pokryte gliną, w głębi rumoszem skalnym i większymi głazami. W partiach wejściowych jaskinia była wilgotna, w głębi – sucha i przewiewna (posiadała drugi, niewielki otwór, obecnie już zapewne nieistniejący).

## Flora i fauna
Florę jaskini tworzyły nieliczne mchy i porosty, występujące w partiach przywejściowych. Faunę reprezentowało kilka gatunków pajęczaków, występujących tu w dużej ilości (stąd nazwa).

## Historia eksploracji
Jaskinia została odkryta 26 października 1969 r. przez grupę speleologów ze Speleoklubu Bielsko-Biała w czasie planowej eksploracji stoków Skrzycznego. Dalszą eksplorację i kartowanie jaskini prowadzono do 1972 r. Pierwsze wzmianki w literaturze speleologicznej o jaskini pochodzą z lat 1972–1979. Po zawaleniu otworu wejściowego nie odwiedzana.